# Novembre (film)
Pour les articles homonymes, voir  Novembre.
Pour plus de détails, voir Fiche technique et Distribution.
Novembre est un film français réalisé par Cédric Jimenez, sorti en 2022. Il évoque l'enquête policière pendant les cinq jours qui ont suivi les attentats du 13 novembre 2015 en France.
Présenté hors compétition au festival de Cannes 2022, il bénéficie de sept nominations pour la 48e cérémonie des César mais ne reçoit aucune récompense.

## Synopsis
En janvier 2015, à Athènes, le djihadiste Abdelhamid Abaaoud parvient à échapper à une opération de police internationale, à laquelle participe le Français Fred, commissaire à la sous-direction antiterroriste. 
Dix mois plus tard, le 13 novembre 2015, ont lieu les attentats de Paris et Saint-Denis, qui font 130 morts.
Les policiers de l'antiterrorisme ont dès lors pour objectif de retrouver grâce à des écoutes, des filatures, des mises en garde à vue et des témoignages, les terroristes en fuite, notamment Abaaoud, bien qu'il ait été donné pour mort dans un bombardement de Raqqa. L'enquête concerne Paris et sa banlieue, mais aussi Bruxelles et le Maroc. Elle dure cinq jours et aboutit à l'opération policière du 18 novembre 2015 à Saint-Denis, durant laquelle Abaaoud est tué.

## Fiche technique
Sauf indication contraire, les informations mentionnées dans cette section peuvent être confirmées par la base de données cinématographiques Unifrance,  présente dans la section « Liens externes ».
- Titre original : Novembre
- Réalisation : Cédric Jimenez
- Scénario : Olivier Demangel
- Musique : Guillaume Roussel
- Décors : Jean-Philippe Moreaux
- Costumes : Stéphanie Watrigant
- Photographie : Nicolas Loir
- Son : Cédric Deloche
- Montage : Laure Gardette
- Production : Mathias Rubin et Hugo Sélignac
- Production associée : Nicolas Dumont, Éric Juhérian et Antoine Lafon
- Sociétés de production :Récifilms et Chi-Fou-Mi Productions ; France 2 Cinéma, Studiocanal et Umedia (coproductions) ; SOFICA LBPI 14 (en association avec)
- Société de distribution : Studiocanal
- Pays de production :  France
- Langue originale : français
- Format : couleur
- Genre : policier, drame, historique, thriller
- Durée : 102 minutes
- Dates de sortie :
  - France : 22 mai 2022 (Festival de Cannes) ; 5 octobre 2022 (sortie nationale)
  - Belgique, Suisse romande : 5 octobre 2022
  - Québec : 7 octobre 2022

## Distribution
- Jean Dujardin : Fred
- Sandrine Kiberlain : Héloïse
- Anaïs Demoustier : Inès, aussi membre du groupe, mais moins expérimentée
- Jérémie Renier : Marco
- Cédric Kahn : Martin
- Sofian Khammes : Fouad
- Sami Outalbali : Kader
- Stéphane Bak : Djibril
- Raphaël Quenard : Rudy
- Jérémy Lopez : Vincent
- Victoire Du Bois : Julia
- Sophie Cattani : Sarah
- Lyna Khoudri : Samia Khelouf, témoin spontané, amie d'une cousine d'Abaaoud
- Sarah Afchain : Hasna Aït Boulahcen, cousine d'Abaaoud
- Lyes Kaouah : Khalid Ben Hamet, petit trafiquant et djihadisant, mis en garde à vue
- Hugo Dillon : Jackie Delattre, trafiquant d'armes, mis en garde à vue
- Darren Muselet : Attou
- Quentin Faure : Benoît
- Julien Sibre : Jérôme
- Luc-Antoine Diquéro : un capitaine de gendarmerie
- Jean-Yves Berteloot : le chef de la DGSE
- Bernard Gabay : un responsable de la DGPN
- Laurent Maurel : un policier de la préfecture
- Jean-Michel Fête : représentant PP[pas clair]
- François Hollande (caméo d'archives de son discours du 13 novembre)

## Production

### Tournage
Le tournage débute le 17 mai 2021 et dure douze semaines. Il a lieu en Grèce, en Belgique et en région parisienne, notamment à Cergy, dans le Val-d'Oise et à Bobigny (cité Paul-Éluard, en juillet et août 2021)[réf. nécessaire].

### Plainte d'une protagoniste des événements (dans le film: Samia Khelouf)
Quelque temps avant la sortie en salle, les médias apprennent que les sociétés de production Chi-Fu-Mi et Recifilms ont été poursuivies en justice par une femme, vivant anonymement et sous protection policière, qui a joué un rôle-clé dans le repérage d'Abdelhamid Abaaoud après le 13 novembre. Elle se plaint d'être représentée dans le film par le personnage de Samia Khelouf, qui porte un voile, ce qui selon elle, traduirait « des convictions religieuses et une idéologie djihadiste comparable à celle des auteurs des attentats du 13 novembre. »

Un accord a cependant été conclu entre les producteurs et la plaignante, aboutissant notamment à la diffusion en fin de film d'un bandeau d'avertissement : 

« Le port du voile islamique par le personnage de Samia Khelouf répond à un choix de fiction qui ne reflète pas ses convictions personnelles. »

## Accueil

### Critiques
En France, le site Allociné propose une moyenne de 3,5⁄5, après avoir recensé 35 critiques de presse. Dans le monde anglo-saxon, Novembre obtient la note de 60 % pour 5 critiques sur l'agrégateur Rotten Tomatoes.
Le film suscite l'intérêt de la critique presse au moment de sa sortie, ainsi que des conclusions globalement positives.
Parmi les critiques les plus positives, celle de France Info Culture donne une description du travail et de la méthode du réalisateur : « La méthode du réalisateur est de faire reposer son film sur une documentation solide et d’en extraire une dramaturgie captivante. Ses personnages sont bien cernés, incarnés par des acteurs investis, sa mise en scène spectaculaire soutenue par un montage dynamique. » Pour la critique de 20 Minutes, « Novembre réussit le pari d’être un film d’action qui laisse les êtres humains s’incarner au milieu d’un drame terrible. C’est ce qui en fait la force. »
Une partie de la critique plébiscite notamment le travail et le style de Cédric Jimenez, comme L'Obs : « un tour de force qui installe Cédric Jimenez, jusqu’ici tiraillé entre ses velléités de chroniqueur policier façon Sidney Lumet et de réalisateur d’action testostéronée à la Peter Berg, comme le seul cinéaste français de la trempe d’un Paul Greengrass (Vol 93). » Le critique du Figaro dit du réalisateur qu'il est le « plus américain de nos réalisateurs » et qu'il trouve « peut-être [son modèle] chez la Kathryn Bigelow de Zero Dark Thirty ». Bien que plus critique, Paris Match se place dans la même logique, parlant d'un « film solide et fort, dans la continuité d’œuvres d’enquête comme Vol 93 ou Zero Dark Thirty. »
Dans les critiques plus mitigées, on trouve par exemple celle du site Écran Large, pour qui « tendu et finement observateur durant sa première moitié, Novembre se désagrège au fur et à mesure qu'il échoue à développer un point de vue pertinent, ou à traiter convenablement tous ses personnages. » Pour Libération, « [le film] de Cédric Jimenez sur la traque du coordinateur des attentats de 2015 préfère parfois l’efficacité à la complexité mais a su trouver le ton juste. »
Pour Première, « Novembre n’est effectivement conçu de son point de vue de réalisateur que comme un film d'action pure, fonctionnant sur l'enchaînement des évènements (vus uniquement du côté policier) le plus brut possible. (...) Et le résultat se révèle d'une efficacité redoutable, comme un Zero Dark Thirty dépouillé de sa dimension tragique. » Pour le site aVoir-aLire, « Cédric Jimenez retrace avec un vrai sens de la dramaturgie les cinq jours de traque post-13 novembre. Une croisade funèbre et antihéroïque d’une extrême pudeur sur un traumatisme hexagonal. »
Plus négatif, selon Le Monde, « […] le film ne livre rien de ses personnages et ne prend pas davantage la mesure de l’événement dont il ausculte l’après-coup policier. C’est son parti pris, tout à fait respectable, mais en même temps sa limite. » Les Fiches du cinéma ajoute que « Jimenez aborde le 13-Novembre en passant par la bande pour éviter d’être obscène. Mais, sur ce sujet, faire à ce point des images pour ne rien dire n’est pas tellement plus digne. »

### Box-office
Pour son premier jour d'exploitation, Novembre réalise une très belle entrée avec 100 953 tickets vendus (dont 42 194 en avant-première), pour 661 copies. Ce score permet au film de caracoler en tête des nouveautés de la semaine, immédiatement devant Dragon Ball Super : Super Hero et ses 67 902 entrées. Au bout d'une semaine d'exploitation, le film est en tête du box-office en réalisant 592 681 entrées, devant le thriller américain Smile (243 762).
En seconde semaine d'exploitation, le film réalise 429 138 entrées supplémentaires, lui permettant de franchir la barre symbolique du million d'entrées (1 021 819). Malgré ce score, le film perd sa première place au profit de la nouveauté Simone, le voyage du siècle (486 242). Dans la troisième semaine, le long métrage conserve sa seconde position avec 373 241 entrées supplémentaires, derrière Black Adam (713 308). La semaine suivante, le film reste en seconde position, toujours derrière Black Adam, avec un nombre de tickets vendus presque inchangé, mais quelque peu amélioré : 387 124 entrées. Par contre, en cinquième semaine, Novembre chute à la cinquième place du box-office français avec 225 451 entrées supplémentaires, derrière Samouraï Academy (241 102) et devant Le Nouveau Jouet (199 366). Cela ne l'empêche pas de franchir la barre symbolique des 2 millions d'entrées vendues, pour un budget d'environ 15 millions d'euros. En sixième semaine, le film réalise 142 962 entrées supplémentaires, pour une septième place derrière Black Adam (151 174) et devant Le Nouveau Jouet (89 164).
| Pays ou région | Box-office        | Date d'arrêt du box-office | Nombre de semaines |
| -------------- | ----------------- | -------------------------- | ------------------ |
| France         | 2 393 484 entrées | 24 janvier 2023            | 16                 |
| Total mondial  | +018 199 510, USD | -                          | -                  |

## Distinctions

### Nominations
- César 2023 :
  - Meilleure réalisation
  - Meilleur acteur pour Jean Dujardin
  - Meilleure actrice dans un second rôle pour Anaïs Demoustier
  - Meilleure actrice dans un second rôle pour Lyna Khoudri
  - Meilleur montage
  - Meilleur son
  - Meilleurs effets visuels

### Sélection
- Festival de Cannes 2022 : sélection officielle, hors compétition